# Seamus Dever
Seamus Patrick Dever (Flint, Michigan, 27 de juliol de 1976) és un actor estatunidenc. Va créixer a Bullhead City, Arizona. Es va graduar com a millor alumne de la seva classe de secundària, va completar els seus estudis en la Universitat del Nord d'Arizona i té un MFA en Actuació del Teatre d'Art de Moscou i de la Universitat Carnegie Mellon. És conegut, sobretot, pel seu paper com a detectiu Kevin Ryan a la sèrie Castle de la cadena ABC.

## Vida personal
Membre de l'Actors Studio, Dever es va casar amb Juliana Dever el 27 de maig de 2006. Juliana fa el paper de Jenny, esposa de Ryan, a Castle. És cosí de l'actriu de Broadway Jeanne Arnold i de la cantautora canadenca Feist.
Dever i la seva esposa són vegetarians. Ambdós donen suport a la Best Friends Animal Society.

## Filmografia

### Pel·lícules
| Any  | Títol                         | Paper          | Notes                        |
| ---- | ----------------------------- | -------------- | ---------------------------- |
| 2001 | Shooting LA                   | Colin          |                              |
| 2002 | Monkey Love                   | Aaron Miles    | Acreditat com a Séamus Dever |
| 2002 | Outside the Law               | Rick Michell   |                              |
| 2006 | Hollywoodland                 | Phillip        |                              |
| 2008 | Affairs in Order              | Cyrus          |                              |
| 2008 | The Essence of Depp           | Dylan          |                              |
| 2009 | Ready or Not                  | Marc           |                              |
| 2014 | Sequestered                   | Obama          | Short film                   |
| 2015 | § The Extraordinary Farewell] | H. Henry Locke | film                         |

### Televisió
| Any       | Títol                                   | Paper                  | Notes |
| --------- | --------------------------------------- | ---------------------- | --- |
| 1999      | Pensacola: Wings of Gold                | Lewis                  | 1 episodi: "Behind Enemy Lines"                                                                                 |
| 2001      | She's No Angel                          | Cricket                | Telefilm |
| 2001      | Undressed                               | Randy                  | 1 episodi: "episodi #4.1"                                                                                       |
| 2001      | Crossing Jordan                         | Tom Murch              | 1 episodi: "Believers"                                                                                          |
| 2003      | Without a Trace                         | Ronald Phelps          | 1 episodi: "Moving On"                                                                                          |
| 2004      | Cold Case                               | Hank Dempsey           | 1 episodi: "The House"                                                                                          |
| 2005      | Mystery Woman: Snapshot                 | Billy                  | Telefilm |
| 2005      | JAG                                     | Caden Duran            | 1 episodi: "San Diego"                                                                                          |
| 2005      | Charmed                                 | Mitchell Haines        | 1 episodi: "Freaky Phoebe"                                                                                      |
| 2005      | McBride: The Doctor Is Out...Really Out | Allan                  | Telefilm |
| 2005      | Threshold                               | Agent Detoro           | 2 episodis: "Trees Made of Glass: Part 2", "Blood of the Children"                                              |
| 2005      | CSI: Crime Scene Investigation          | Adam Gilford           | 1 episodi: "Bite Me"                                                                                            |
| 2006      | CSI: NY                                 | Charles Cooper         | 1 episodi: "Live or Let Die"                                                                                    |
| 2006      | NCIS                                    | Graham Thomas          | 1 episodi: "Singled Out"                                                                                        |
| 2007      | Close to Home                           | Justin Matthews        | 1 episodi: "Making Amends"                                                                                      |
| 2007      | CSI: Miami                              | Paul Billings          | 1 episodi: "Kill Switch"                                                                                        |
| 2008      | General Hospital                        | Dr. Ian Devlin         | 45 episodis |
| 2008      | Mad Men                                 | Chuck                  | 1 episodi: "For Those Who Think Young"                                                                          |
| 2008      | Army Wives                              | Dr. Chris Ferlinghetti | 7 episodis |
| 2008      | Ghost Whisperer                         | Rich Henderson         | 1 episodi: "Save Our Souls"                                                                                     |
| 2008      | CSI: Crime Scene Investigation          | Drew Rich              | 1 episodi: "Young Man with a Horn"                                                                              |
| 2009      | Drop Dead Diva                          | Tyler Mack             | 1 episodi: "The Dress"                                                                                          |
| 2009-2016 | Castle                                  | Detective Kevin Ryan   | Elenc principal 138 episodis Nominat—People's Choice Award for Favorite TV Bromance (compartit amb Jon Huertas) |
| 2010      | Dark Blue                               | Nick Perry             | 2 episodis: "Dead Flowers", "Personal Effects"                                                                  |
| 2012      | Chelsea Lately                          | Kevin Ryan a 'Castle'  | 1 episodi: "episodi #6.187 (fent del seu personatge a Castle)"                                                  |

### Videojocs
| Any  | Títol                               | Paper            |
| ---- | ----------------------------------- | ---------------- |
| 2002 | Soldier of Fortune II: Double Helix | Veus addicionals |